# Pleurisanthes parviflora

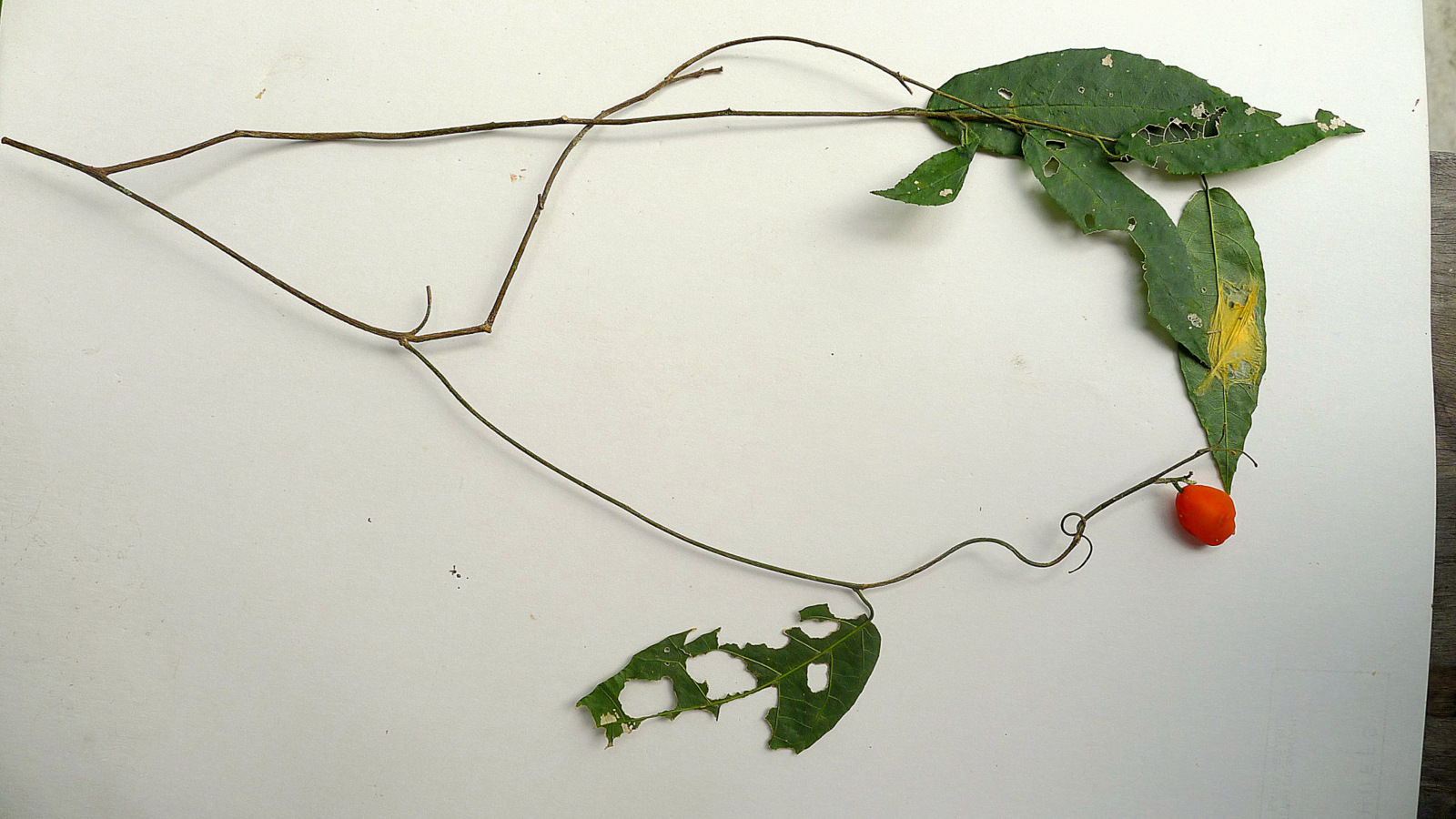

Pleurisanthes parviflora är en tvåhjärtbladig växtart som först beskrevs av Adolpho Ducke, och fick sitt nu gällande namn av Howard. Pleurisanthes parviflora ingår i släktet Pleurisanthes och familjen Icacinaceae. Inga underarter finns listade i Catalogue of Life.